# 港区民
港区民（みなとくみん）とは東京都港区に住む人々のこと、または港区の関係者のことである。東京都港区は戦後の1947年に芝区、麻布区、赤坂区の合併で設置された。
2012年の総務省調査によれば港区民は他の区民よりも平均所得が高いとされ、2023年の東京商工リサーチによる「社長の住む街」調査によれば港区在住のうち約6.6人に一人は社長であるとされる。六本木ヒルズも港区に存在するため、ヒルズ族も港区民の一部となっている。
またそういう港区民の中から女性（いわゆる港区女子）を呼ぶ港区おじさんも登場した（後述）。そのため便宜上この項目では港区意識を持つ港区に住んでいない人も扱う。
「港区」は大阪市や名古屋市にも所在するが、ここでは東京都港区の在住者や関係者について解説する。

## 港区民の定義
港区の「港区まちづくり条例」では在住者を「区民」と、在住者以外の在勤者や在学者も含めた関係者を「区民等」として区別している。一方、港区の「区民参画手続ガイドライン」では「区民」を在住者だけでなく在勤者や在学者などの関係者も含めたものとして定義している。

## 歴史

### 前史
1858年、日本は諸外国と安政五カ国条約を結び、1859年、武蔵国久良岐郡の横浜村（現横浜市中区関内）に横浜港が開港された。またそれに合わせて横浜に外国人居留地が設定され、その際、居留地より10里 (40km) の外国人遊歩規定が定められた。同年、その規定の圏内の武蔵国豊島郡麻布山（現港区元麻布1丁目）の善福寺にアメリカ公使館が、武蔵国豊島郡下高輪（現港区高輪3丁目）の東禅寺にイギリス公使館が、武蔵国豊島郡三田台（現港区三田4丁目）の済海寺にフランス総領事館が設置された。1872年には横浜と東京都港区の新橋を結ぶ鉄道が開通した（日本の鉄道開業）。これらにより、後の港区民となるこの地域の人々は外国人との接触が多かっただろうと言われている。
その後、関東大震災により人口が減少し、東京大空襲により人口が激減するも、戦後には人口を回復していく。
なお1923年時点の現港区に位置する旧区では、芝区に有産階級だけでなく庶民階級も多く居住しており、麻布区に傭人（女中）を雇っている人が多かったとされる。

### 港区誕生後
1959年、ドーナツ化現象により港区民が減少傾向へと変化し、1980年前後には定住人口20万人を下回って定住人口の維持が課題となった。
1985年には定住人口を増やすことを目的として「大規模建築物等の建設計画の事前協議に関する指導要綱」および「港区芝浦港南地域整備基本計画」が策定され、1989年には定住人口確保対策本部が設置され、1991年には「開発事業に係る定住促進指導要綱」が定められ、同1991年4月には「港区定住まちづくり条例」が施行された。
それでも港区の人口の低下は止まらず、1996年には人口が15万人を下回ったものの、同1996年には大規模マンションの増加が進んだことでようやく人口が増加に転じることとなった。

## ステレオタイプにおける港区民
1983年11月出版のホイチョイ・プロダクション『見栄講座―ミーハーのための戦略と展開』では、港区における偉さを「外人」、「港区民」、それ以外の順とし、港区民の装い方を解説していた。同見栄講座では装うべき典型的な港区民のロールモデルをマスコミヒゲを生やしてサングラスを身に付けた港区在住の音楽プロデューサーないし放送ディレクターとし、またその精神では「軽み」が大切であるとした。港区には高度経済成長期よりマスメディアの拠点が集まっていた。
また同1983年2月8日号の「週刊プレイボーイ」に掲載された東京紹介記事「NIGHT CLUBBING IN TOKYO」も港区を「都民の中心」とし、港区民のステレオタイプを描いていた。

## シロガネーゼ
シロガネーゼは白金および白金台に住む女性のことである。しかしながらシロガネーゼは都民意識が強く、港区民意識は低いとも言われている。詳しくは当該項目を参照。

## 港区女子および港区おじさん
2014年、Instagramの日本語版が登場してキラキラ女子が話題となり、その後、港区女子という言葉も使われるようになっていった。2016年11月には「東京カレンダー」において『港区女子の原点』の連載が始まり、2017年にはテレビ東京の深夜バラエティ番組『おしゃべりオジサンと怒れる女』やTBSテレビの深夜情報番組『有吉ジャポン』でも港区女子および港区おじさんが取り上げられた。
前述の東京カレンダーによれば港区女子の大きな源流はアパレル企業で成功した経営者（港区おじさんの一人）のホームパーティーに招待された女性にあるとされ、同誌はこのホームパーティーに招待されることが「正式に港区民になれた」という証になると主張した。
なお、こちらの港区女子は偽物であり、本物の港区女子は港区在住の女性であるという主張もたびたび登場している。しかしながら港区在住の女性は元を辿れば港区女子だったケースが少なくないため、両者の定義の境界は曖昧なものとなっている。
またそもそも単身女性は家賃にお金を割いてでも港区、中央区などの都心部に住む人が多く、これは独身研究家の荒川和久によれば彼女らが安全な所に住むことを望んでいるためとされる。一方の単身男性はお金を家賃よりも食費に割いて足立区、葛飾区、江戸川区などの家賃の低いところに住む人が多く、この価値観の違いによって「港区女子と足立区男子は永遠に出会えない」という説が唱えられている。

## 関連作品
- トーク番組
  - 『おしゃべりオジサンと怒れる女』「トイアンナ」 テレビ東京 2017年7月15日放送[21][29]
- バラエティ番組
  - 『有吉ジャポン』第209回「夜の六本木や西麻布などで遊ぶ港区女子の間で密かに話題となっている「ギャラ飲み」その衝撃実態を潜入調査」 TBSテレビ系 2017年10月放送[22]
  - 『図解デ理解 アイマイカイワイ〜港区女子編〜』 NHK総合 2019年5月3日[30][31]
  - 月曜PLUS!『ギャルフェス』「睨み合う二大勢力 ギャルvs港区女子」 フジテレビ系　2022年8月2日放送[32][33]
- 人形劇
  - 『ねほりんぱほりん』「2020の港区女子」　NHK Eテレ 2020年12月9日放送[34]
- テレビドラマ
  - 『沼る。港区女子高生』 日本テレビ 2023年2月〜3月[35]
  - 『あざとくて何が悪いの?』「港区男子のあざと人生ノート」 テレビ朝日系 2024年4月18日〜[36]
- Webドラマ
  - 『港区おじさん』 東京カレンダー 2017年3月24日〜[37]
  - 『港区女子』 東京カレンダー 2022年[38]
  - 『晒し愛、こんな夜は誰のせい？』[39] 2023年3月1日[40]〜3月22日[41]
  - 『東京彼女』1月号「ラウンジ嬢篇」 ストーンフィールド製作、AOI Pro.、ハクシ制作 2024年1月8日[42][43][44]
  - 『プロ彼女の条件』 2024年4月23日[45][46] - ゼノン編集部で連載の同名の漫画のドラマ化[45]。プロ彼女をテーマとしている。
- 映画
  - 『港区おじさん THE MOVIE ～最後の乾杯～』 2018年12月2日上映[47]
  - 『港区女子』 大橋孝史監督作品 2022年12月2日〜12月4日上映[48]
- 漫画
  - 武内直子『美少女戦士セーラームーン』[49] なかよし 1992年2月号より連載
  - しばの結花『港区JK』  デラックスベツコミ 2018年2月号より連載[50]